# PGC 11335
LEDA/PGC 11335 ist eine kleine Radiogalaxie im Sternbild Walfisch südlich der Ekliptik. Sie ist schätzungsweise 271 Millionen Lichtjahre von der Milchstraße entfernt und hat einen Durchmesser von etwa 20.000 Lichtjahren. Vom Sonnensystem aus entfernt sich das Objekt mit einer errechneten Radialgeschwindigkeit von näherungsweise 6.100 Kilometern pro Sekunde.
Im selben Himmelsareal befinden sich unter anderem die Galaxien NGC 1153, IC 277, PGC 11265, PGC 1251078.